# Sape
Sape – francuski niszczyciel z okresu I wojny światowej. Jednostka typu Branlebas. Okręt wyposażony w dwa kotły parowe opalane węglem. Niszczyciel przetrwał wojnę. Został skreślony z listy floty 3 maja 1926 roku.